# Antoine Miquel
Antoine Miquel (Francia, 20 de junio de 1994) es un jugador profesional francés de rugby que se desempeña en la posición de ala cerrado en Union Bordeaux Bègles, equipo perteneciente a la liga Top 14.

## Carrera
Miquel es un jugador de formación francesa (JIFF). Comenzó su carrera deportiva con el equipo Sporting Union Agen, en el cual jugó ocho temporadas (2011-2019), después pasó a Stade Toulousain (2019-2022), luego a Union Bordeaux Bègles, donde lleva jugando dos temporadas.